# Омрачённые
Омрачённые, асрава — (санскр. आस्रव, IAST: āsrava, пали: asava) класс дхарм, характеризующийся омрачённостью, страстями. В переводе В. И. Рудого: «с притоком аффективности».
Согласно одной из классификаций в абхидхармистской философии все дхармы можно разделить на два класса: омрачённые и неомрачённые.
Синонимичным термину «омрачённые» является понятие «клеша» (санскр. क्लेश, IAST: kleśa) — «причина страданий».